# Dryptodon orbicularis
Dryptodon orbicularis là một loài Rêu trong họ Grimmiaceae. Loài này được (Bruch) Ochyra & Żarnowiec mô tả khoa học đầu tiên năm 2003.